# Мерки, Рафаэль
Рафаэ́ль Мерки́ (нем. Raphael Märki; 5 июня 1992, Берн, Швейцария) — швейцарский кёрлингист.

## Достижения
- Чемпионат Швейцарии по кёрлингу среди мужчин: золото (2015, 2018), бронза (2014, 2017).
- Чемпионат Швейцарии по кёрлингу среди смешанных команд: серебро (2013).

## Команды
| Сезон                                          | Четвёртый     | Третий               | Второй         | Первый         | Запасной                                                                     | Турниры                      |
| ---------------------------------------------- | ------------- | -------------------- | -------------- | -------------- | ---------------------------------------------------------------------------- | ---------------------------- |
| 2010—11                                        | Доминик Мерки | Даниэль Шифферли     | Pauly Kaser    | Рафаэль Мерки  |                                                                              |                              |
| 2011—12                                        | Доминик Мерки | Даниэль Шифферли     | Patrick Kaser  | Рафаэль Мерки  | Бенуа Шварц (ЧМЮ) тренер: Пиус Маттер                                        | ЧМЮ 2012 (6 место)           |
| 2012—13                                        | Марк Пфистер  | Roger Meier          | Энрико Пфистер | Рафаэль Мерки  | Michael Bosiger тренер: Пиус Маттер                                          | ЧШМ 2013 (6 место)           |
| 2013—14                                        | Марк Пфистер  | Roger Meier          | Энрико Пфистер | Рафаэль Мерки  | Michael Bosiger тренер: Пиус Маттер                                          | ЧШМ 2014                     |
| 2014—15                                        | Марк Пфистер  | Энрико Пфистер       | Рето Келлер    | Рафаэль Мерки  | Roger Meier (ЧШМ) Michael Bösiger (ЧШМ) Свен Михель (ЧМ) тренер: Пиус Маттер | ЧШМ 2015 · ЧМ 2015 (7 место) |
| 2015—16                                        | Рето Келлер   | Andre Neuenschwander | Рафаэль Мерки  | Andri Heimann  |                                                                              |                              |
| 2016                                           | Свен Михель   | Марк Пфистер         | Энрико Пфистер | Симон Гемпелер | Рафаэль Мерки (ЧМ) тренер: Роберт Хюрлиман                                   | ЧМ 2016 (9 место)            |
| 2016—17                                        | Марк Пфистер  | Энрико Пфистер       | Рафаэль Мерки  | Симон Гемпелер | Михаэль Бруннер Hans Blaser тренеры: Роберт Хюрлиман Кристоф Циссет          | ЧШМ 2017                     |
| 2017—18                                        | Марк Пфистер  | Энрико Пфистер       | Рафаэль Мерки  | Симон Гемпелер | Роберт Хюрлиман (ЧШМ) Рето Келлер (ЧШМ) Ян Хесс (ЧМ) тренер: Роберт Хюрлиман | ЧШМ 2018 · ЧМ 2018 (7 место) |
| Кёрлинг среди смешанных команд (mixed curling) |               |                      |                |                |                                                                              |                              |
| 2013                                           | Paddy Käser   | Изабель Курт         | Рафаэль Мерки  | Николь Швегли  |                                                                              | ЧШСК 2013                    |

(скипы выделены полужирным шрифтом)